# 생각나는 사랑을 하자
〈생각나는 사랑을 하자〉(思い出せる恋をしよう 오모이데세루코이오시요우[*])는 일본의 걸 그룹 STU48의 다섯 번째 싱글이다. 타이틀 곡의 센터 포지션은 1기생 · 드래프트 연구생 가창 ver.은 타키노 유미코, 2기 연구생 가창 ver.은 릿센 모모카가 맡았다.